# گریشوو
گریشوو (به آلمانی: Grischow) یک شهر در آلمان است که در Mecklenburgische Seenplatte District واقع شده‌است. گریشوو ۲۹۱ نفر جمعیت دارد.